# Calvillo
Calvillo là một đô thị thuộc bang Aguascalientes, México. Năm 2005, dân số của đô thị này là 50183 người.